# Aoteapsyche raruraru
Aoteapsyche raruraru är en nattsländeart som först beskrevs av Mcfarlane 1973.  Aoteapsyche raruraru ingår i släktet Aoteapsyche och familjen ryssjenattsländor. Inga underarter finns listade i Catalogue of Life.